# 国家高层次人才特殊支持计划

万人计划官方logo

国家高层次人才特殊支持计划（簡稱国家“万人计划”），是中國共產黨主导的的人才统筹計劃，旨在支持中國大陸自然科學、工程學、哲學和社會科學人才，提升中國總體科研水平。計劃于2012年9月正式開始，將用約十年篩選出1万名「高层次人才」，由中央人才工作协调小组主導，中共中央组织部、宣传部、中华人民共和国教育部、科技部、人力资源和社会保障部等部门共同執行。

## 概况
国家万人计划支持3类人才：
1. 杰出人才：100名有机会获颁诺贝尔奖或成为世界级科学家人才；
2. 领军人才：8000名，每年遴选一批，每批800名左右，包括科技创新领军人才、科技创业领军人才、哲学社会科学领军人才、教学名师、百千万工程领军人才。
  1. （一）科技创新领军人才。计划支持3000名，每批300名左右。
  2. （二）科技创业领军人才。计划支持2000名，每批200名左右。
  3. （三）哲学社会科学领军人才。计划支持1000名，每批100名左右。
  4. （四）教学名师。计划支持1000名，每批100名左右。
  5. （五）百千万工程领军人才。计划支持1000名，每批100名左右。
3. 青年拔尖人才：2000名，每年遴选一批，每批200名左右，为35岁以下具有较大发展潜力的人才。

2012年8月17日，中共中央组织部、中共中央宣传部、人力资源和社会保障部、教育部、科技部、工业和信息化部、财政部、国务院国有资产监督管理委员会、中国科学院、中国社会科学院、中国工程院印发《国家高层次人才特殊支持计划》。
2013年，“万人计划”第一批杰出人才和科技创新领军人才人选名单发布。
2016年，第二批国家“万人计划”领军人才人选公示。
2017年，第三批国家“万人计划”领军人才人选公示。

## 万人计划杰出人才
国家万人计划杰出人才历批入选名单：
- 第一批（6人）[4]

1. 薛其坤：清华大学教授、中国科学院院士
2. 周忠和：中国科学院古脊椎动物与古人类研究所研究员、中国科学院院士、美国科学院外籍院士
3. 刘忠范：北京大学教授、中国科学院院士
4. 王贻芳：中国科学院高能物理研究所研究员
5. 卢柯：中国科学院金属研究所研究员、中国科学院院士
6. 马永生：中国石油化工股份公司高级工程师、中国工程院院士